# Један од оних живота...
Један од оних живота... је осми студијски албум српског и бившег југословенског кантаутора Ђорђа Балашевића. Омот албума има линију „Музике из истоименог романа”, који се односи на Балашевићев раније објављени роман Један од оних живота. Албум је прожет ратном тематиком, с обзиром на време када је снимљен, а главне песме су: „Ја лузер?”, „Провинцијалка”, „Криви смо ми” и „Човек са месецом у очима”, песма посвећена Вуковару, због које је био протеран од тадашње власти.

## Позадина
После објављивања албума Марим ја, Балашевић пише колумну за магазин Радио ТВ ревија. Скуп тих текстова ће бити објављен тек 1997. године под насловом "И живот иде даље". За зиму 1991/92 није одржао концерте у Сава центру због тадашњег режима у Србији. Поводом тога је следила забрана самог Балашевића на државним радио и ТВ станицама. Наредне зиме (1992/93) је одржао осам концерата у Сава центру. У међувремену је дао интервју за Политикин забавник.

## Песме
Све песме је написао Ђорђе Балашевић.
1. Ја лузер? – 4:25
2. – 4:17
3. Криви смо ми – 4:41
4. Посвађана песма – 4:19
5. Дан после понедељка – 4:19
6. Портрет мог живота – 4:47
7. Провинцијалка – 4:17
8. Стари лалошки валс – 5:53
9. Човек са месецом у очима – 6:30

## Критика
Борба је писала да је на овом албуму Балашевић коначно добио своју рокерску душу, спојио новосадски валцер са ренесансним сонетом итд,

## Топ листа
| Листа           | Позиција |
| --------------- | -------- |
| Радио ТВ ревија | 10       |

## Обраде
Провинцијалка — Волим те будало мала (Франо Ласић)